# Orient-Schlangenhalsvogel
Der Orient-Schlangenhalsvogel (Anhinga melanogaster), auch als Indien-Schlangenhalsvogel oder Indischer Schlangenhalsvogel bezeichnet, ist eine Art der Schlangenhalsvögel (Anhingidae). Sein Verbreitungsgebiet umfasst den Süden und Südosten Asiens. Die IUCN führt den Indischen Schlangenhalsvogel auf der Vorwarnstufe (near threatened).

## Erscheinungsbild

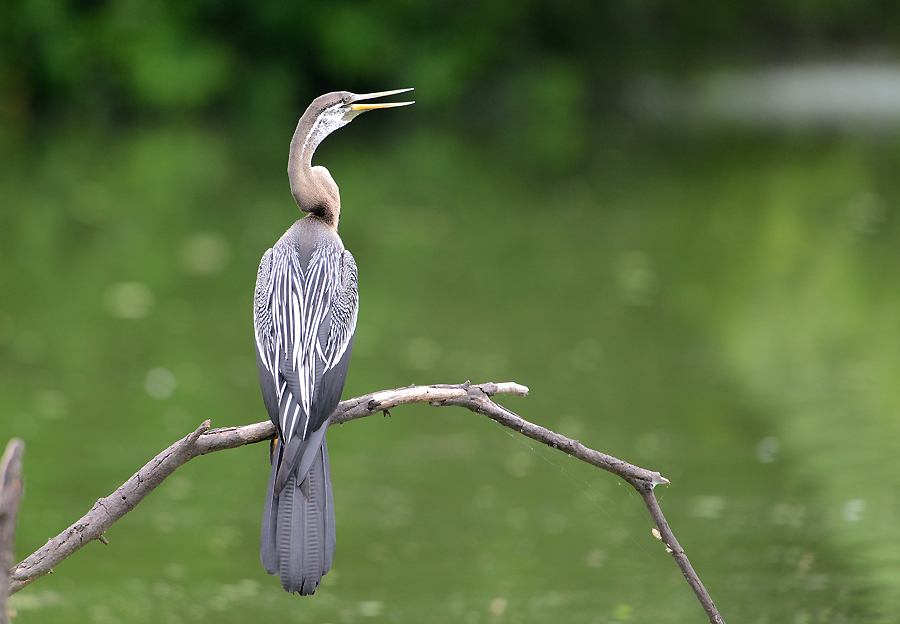
Rücken-, Schulter- und Schwanzgefieder mit typischen Merkmalen

Ausgewachsen erreicht der Orient-Schlangenhalsvogel eine Körperlänge von etwa 85 bis 97 cm und wiegt zwischen 1050 und 1800 g. Die Flügelspannweite beträgt 116 bis 128 cm.
Der Orient-Schlangenhalsvogel ist, wie die anderen, sehr ähnlichen, Schlangenhalsvögel, ein dunkelgefiederter Fischfresser mit einem sehr langen Hals. Der Kopf ist von bräunlicher bis schwarzbräunlicher Farbe, der Rücken ist glänzend schwarz mit auffällig weißen oder silbergrauen Streifen und Punkten, die meist etwas heller als bei den nah verwandten Austral- und Afrika-Schlangenhalsvögeln sind. Die Schulter- und Schwanzfedern zeigen ein feines Wellenmuster. Charakteristisch für den Indischen Schlangenhalsvogel ist eine dünne weiße Linie von der Stirn zum Auge, die bei den beiden anderen verwandten „Altwelt“-Arten kaum sichtbar ist. Ein auffälliger weißer oder blassbrauner Streifen verläuft vom Schnabelansatz entlang der Kopfseiten und dem oberen Hals. Im Gegensatz zu den beiden anderen „Altwelt“-Arten ist dieser Streifen im Allgemeinen länger und dünner. Die Geschlechter sind auch bei Feldbeobachtungen eindeutig identifizierbar: Männchen haben eine dunkle Körperunterseite, während die der Weibchen hell ist. Dieser Unterschied ist allerdings geringer als beim Austral-Schlangenhalsvogel. Weibchen haben außerdem eine graubraune Körperoberseite, weisen aber ähnliche Farbmarkierungen wie die Männchen auf. Die Iris ist während der Brutzeit hellgelb bis gelb, außerhalb der Brutzeit mattgelb bis blassbraun.
Der Schnabel ist mit 71 bis 87 mm recht lang (länger als der Kopf), schlank und spitz zulaufend. Häufig schwimmt der Orient-Schlangenhalsvogel so, dass nur Hals und Kopf über dem Wasser sichtbar sind. Er besitzt besonders geformte Wirbel im Hals, sodass er in der Lage ist, seinen Hals z-förmig zu knicken und ruckartig zu strecken. Dies nutzt er während seines Nahrungserwerbs, wenn er Fische mit dem Schnabel aufspießt.

## Verbreitung und Lebensraum
Der Orient-Schlangenhalsvogel kommt im Irak, in Pakistan, Indien und im Südosten Asiens einschließlich des Malaiischen Archipels bis zu den Philippinen und Großen Sundainseln vor. Ab Neuguinea schließt sich das Verbreitungsgebiet des Austral-Schlangenhalsvogels an.
Sein Lebensraum sind Feuchtgebiete des Binnenlandes, aber auch Gezeitengewässer in Küstennähe. Er ist für seine Nahrungssuche auf offene, große Gewässer ohne größeren Wellengang angewiesen und benötigt über die Wasseroberfläche ragende Äste oder abgestorbene Baumstämme, um darauf zu ruhen und seine Flügel zu trocknen. Er kommt entsprechend an Seen, Wasserspeichern, Teichen, Sümpfen und Flussmäanderungen vor. Wasserregionen mit dichter Wasserpflanzenvegetation meidet er. Dagegen ist die Zusammensetzung der Ufervegetation nicht dafür entscheidend, ob ein Gewässer geeigneten Lebensraum für ihn bietet.

## Nahrung und Nahrungssuche

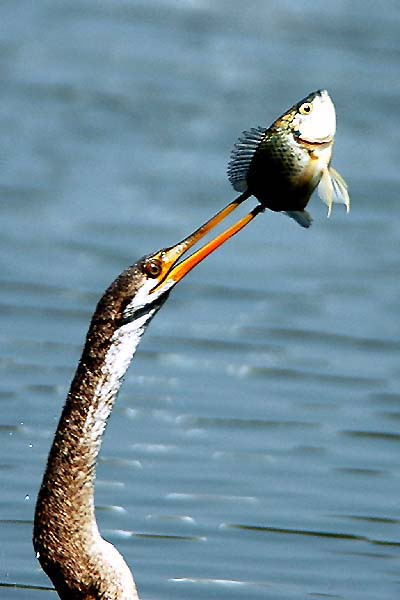
Orient-Schlangenhalsvogel mit aufgespießtem Fisch, Mysore, Indien

Das Nahrungsspektrum des Orient-Schlangenhalsvogels besteht überwiegend aus Fisch. Daneben frisst er Insekten und andere Tiere der Gewässerzone. Er jagt überwiegend einzelgängerisch, allerdings können sich an reichen Nahrungsgründen mehrere Vögel versammeln. Sie bilden allerdings keine gemeinschaftlich fressenden Trupps.
Die Nahrung finden sie überwiegend einzeln tauchend, wobei sich oft der gesamte Körper unter Wasser befindet. Hals und Kopf werden dabei oft schlangenartig hin und her bewegt, wobei der Vogel langsam vorwärts rudert, um schließlich schnell mit dem Kopf auf die Beute zu stoßen. Zeitweise schwimmt der Vogel bei der Jagd auch mit Oberhals und Kopf über Wasser, wobei der gesamte restliche Körper unter der Wasseroberfläche verbleibt.
Kleine Beute wird noch unter Wasser verschluckt. Fische werden mit dem Schnabel aufgespießt und an die Wasseroberfläche gebracht. Mit einer schnellen Kopfbewegung wird der Fisch auf die Wasseroberfläche geworfen, wieder aufgenommen und mit dem Kopf zuerst verschluckt. Gelegentlich werfen sie den Fisch auch in die Luft und fangen ihn erneut, bevor er auf die Wasseroberfläche auftrifft. Große Fische werden gelegentlich zu einem Ruheplatz gebracht und dort gefressen.

## Fortpflanzung
Orient-Schlangenhalsvögel gehen eine monogame Paarbeziehung ein, die wenigstens eine Fortpflanzungsperiode Bestand hat. Sie nisten entweder einzeln oder in losen Kolonien von bis zu zehn Nestern. Häufig finden sich in diesen Kolonien auch andere baumbrütenden Wasservögel, in Indien besonders häufig Kleinscharben. Gegen Artgenossen wird ein Umkreis von mehreren Metern um das Nest verteidigt. Sie verteidigen dagegen kein Nahrungsterritorium.
Das Männchen wählt den Nistplatz, dies kann auch ein bereits vorher genutzter Niststandort sein. Das Territorium rund um das Nest kann sich auf den Ast begrenzen, auf dem sich das Nest befindet, oder auch den gesamten Baum, in dem gebrütet wird. Zum antagonistischen Verhalten von Orient-Schlangenhalsvögeln gehört es, dass sie mit geschlossenem Schnabel auf einen Eindringling weisen. Kommt er näher, wird der Schnabel leicht geöffnet und der Vogel gibt Zischlaute von sich. Nicht brütende Vögel nähern sich gelegentlich auch mit geöffnetem Schnabel und gespreizten Flügeln, dabei rufen sie sehr laut. Kommt der Eindringling noch näher, schnappen sie nach ihm, allerdings zielen sie dabei nicht auf einen direkten physischen Kontakt ab, der Schnabel wird lediglich in Kopf- oder Halsnähe schnell geschlossen. Erst wenn sich der Eindringling auch davon nicht abgeschreckt lässt, hackt der Orient-Schlangenhalsvogel, der sein Revier verteidigt, auch nach dessen Hals oder Kopf.
Die Nestbasis sind in der Regel frische Äste, beim darauf errichteten Nest werden gewöhnlich bis zu 150 dürre Äste verbaut, die zwischen 10 und 40 Zentimeter lang sind. Einige Nester sind in ihrer Struktur so locker, dass die Eier für einen Beobachter, der direkt unterhalb des Nestes steht, sichtbar sind. Das Nistmaterial wird überwiegend vom Männchen herbeigeschafft.
Der Orient-Schlangenhalsvogel hat eine sehr variable Fortpflanzungszeit, die sich nach der lokalen Regenzeit richtet. In Südindien und auf Sri Lanka brüten die Vögel beispielsweise in den Monaten Januar bis März, während nordindische Vögel von Juli bis September brüten.
Das Gelege umfasst drei bis sechs, meistens drei oder vier oval-längliche Eier. Beide Elternvögel brüten, die Brut wird mit dem ersten Ei aufgenommen. Die Brutzeit beträgt durchschnittlich 28 Tage, der Schlupf der Jungvögel verläuft asynchron. Frisch geschlüpfte Küken sind nackt. Nestlinge haben in der Regel im Alter von vier Wochen die Größe ihrer Elternvögel erreicht. In diesem Alter beginnen sie auch, aus dem Nest zu klettern, und schwimmen gelegentlich sogar. Einige der Jungvögel klettern wieder ins Nest zurück, andere bleiben auf Ästen unterhalb des Nestes hocken. Im Alter von etwa fünfzig Tagen können sie bereits kurze Distanzen fliegen. Das Alter, in dem Nestlinge normalerweise flügge werden, ist nicht ganz gesichert. Vermutet wird, dass sie mit etwa sechzig Tagen flügge werden.

## Systematik

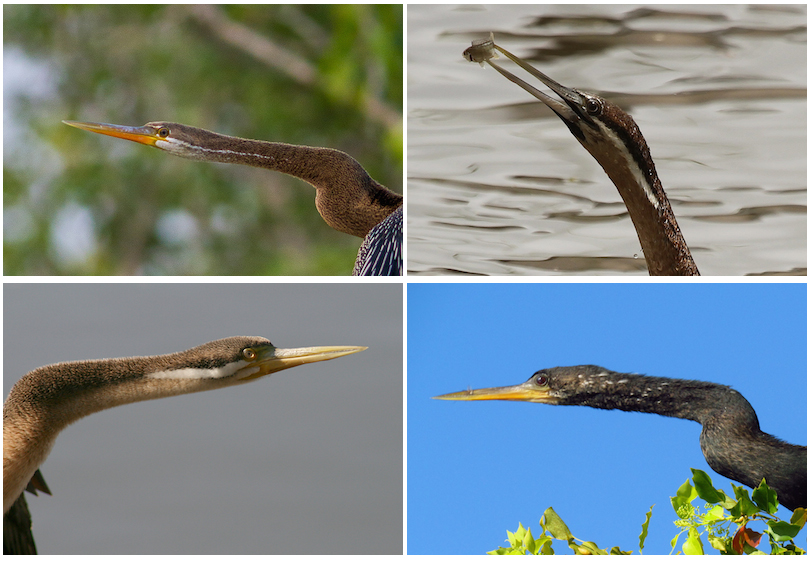
Von links oben nach rechts unten: Orient-, Afrika- und Austral-Schlangenhalsvogel jeweils mit deutlich sichtbarem hellen Wangenstreif, Amerika-Schlangenhalsvogel ohne Wangenstreif

Der Orient-Schlangenhalsvogel ist Teil der Familie der Schlangenhalsvögel (Anhingidae) und ist eng verwandt mit dem Afrika-Schlangenhalsvogel (Anhinga rufa) und dem Austral-Schlangenhalsvogel (Anhinga novaehollandiae). Mit diesen wurde er früher als eine einzige Art, Orient-Schlangenhalsvogel (Anhinga melanogaster), angesehen. Genetische Distanz und morphologische Unterschiede zwischen den drei Arten sind von ähnlicher Größenordnung wie bei typischen Kormoran- oder Tölpelarten, die ebenfalls zur Ordnung Suliformes gehören. Eine Aufteilung der Arten scheint daher nach heutigem Stand (2018) gerechtfertigt.
Der Amerika-Schlangenhalsvogel unterscheidet sich deutlicher von diesen drei Arten, im Gefieder besonders durch das Fehlen des hellen Wangenstreifs.
Der Orient-Schlangenhalsvogels ist monotypisch.

## Federn als Schmuck
Die Federn des Orient-Schlangenhalsvogels werden als Roagaspitz in manchen Trachten auf dem Hut getragen, z. B. in der Berchtesgadener Tracht.

## Einzelbelege
1. 1 2 3 4  Handbook of the Birds of the World Alive. 2018.
2. ↑  W. F. Sinclair: Plumage of the Snake-bird 'Plotus melanogaster'. In: J. Bombay Nat. Hist. Soc. Band 12, Nr. 4, 1899, S. 784 (archive.org).
3. 1 2 3  R. Schodde, G. Kirway, R. Porter: Morphological differentiation and speciation among darters (Anhinga). In: Bulletin of the British Ornithologists’ Club. vol. 132, Nr. 4, 2012, S. 283–294.
4. 1 2 3 4 5  Whistler, 1949, S. 493–495.
5. 1 2 3 4 5  Higgins, 1990, S. 801–804.
6. ↑  Baker, 1929, S. 282–283.
7. ↑  Liste der Vogelnamen der IOU IOC World Bird List